# Sandrine Billiet
Sandrine Billiet (* 16. Februar 1990 in Brügge, Belgien) ist eine belgisch-kapverdische Judoka. Sie tritt in der Gewichtsklasse bis 63 kg an.

## Sport

### Belgien
Billiet nahm für Belgien an den Judo-Europameisterschaften 2014 und dem Judo Grand Prix 2017 teil.

### Kap Verde
Seit 2019 tritt Billiet für Kap Verde an. Sie nahm an den Judo-Weltmeisterschaften 2019 in Tokio teil. Bei den Judo-Afrikameisterschaften 2021 in Dakar gewann sie die Silbermedaille. Bei den 2021 ausgetragenen Olympischen Sommerspielen 2020 in Tokio kam sie im Halbmittelgewicht auf Rang 9, nachdem sie im Achtelfinale gegen Clarisse Agbegnenou unterlag.